# صبحي جارور
صبحي جارور (1944 - 22 آب 2011) عازف كمان وموسيقار سوري، وواحد من أهم الشخصيات الموسيقية في سوريا، يعتبر من جيل المؤسسين والرواد أسهم في تعليم قسم كبير من الموسيقيين قبل أن ينطلقوا إلى عالم الشهرة.
ولد الفنان في أحياء دمشق سنة 1944 وعشق الموسيقى منذ طفولته فهو من عائلة فنية فوالده كان مطربا وعازفا للعود والكمان.
انتسب في سن الرابعة عشرة إلى فرقة «إذاعة دمشق» ولاحقاً انضم إلى فرقة «التلفزيون السوري» عند تأسيسه سنة 1960 ليشيد به آنذاك كبار الموسيقيين والإعلاميين والنقاد، وقد ارتبط اسم جارور في ما بعد بأشهر البرامج الموسيقية والمنوعة التي قدمها التلفزيون الرسمي عبر تاريخه كبرنامج «طريق النجوم» الذي كان يعنى بالمواهب الغنائية الشابة.

## مسيرته
في العاشرة من عمره استعار له والده آلة كمان وتعلم عليها على يد الأستاذ ميشيل عوض لمدة سنتين، ترك المدرسة وهو في الصف الثامن بسبب الظروف المالية، عمل بالإذاعة السورية منذ عام 1960، في البداية لم يتقاضَ أجوراً لمدة ستة أشهر رغبة منه في زيادة التمرين والتعرف أكثر على أساليب العمل مع الفرقة الموسيقية كان عدد الفرقة وقتها خمسة عشر عازفاً بقيادة الفنان الأستاذ تيسير عقيل.
بعدها بدأ بقبض أجراً على التسجيلات وتحديداً على كل قطعة 10 ليرات سورية، ثم عين عام 1962 بالإذاعة السورية بصفة عازف كمان وكان عمره 14 عاماً وبراتب شهري قدره 250 ليرة سورية، كان يصرف راتبه على متابعة تحصيل تعليمه الموسيقي لدى خبراء موسيقيين عرب وأجانب ممن يحضرون إلى سورية.
رغم صغر سنه أصبح سوليست الفرقة، ولكن طموحه لم ينته عند هذا الحد وبقي يتابع الإطلاع أكثر ويوسع دائرة معارفه بالعلوم الموسيقية حتى عين قائداً للفرقة الموسيقية في الإذاعة والتلفزيون وبقي في منصبه لمدة ثلاثين عاماً.
ما ميز تجربة الفنان الراحل هو أساسه الموسيقي الجديد والأكاديمي، هذا ما رشحه لتسلم قيادة فرقة الإذاعة والتلفزيون الموسيقية وما جعله يحمل على عاتقه أعباءً كثيرة، كما استفاد من دراسته الموسيقية الأكاديمية في تقديم محاولات مختلفة، لتطوير الموسيقى الشرقية، وأضاف الكثير إلى التراث الموسيقي العربي. كذلك سعى جارور إلى تقديم «الأغنية السورية، بكل أشكالها، وأجناسها، وأنماطها... لذلك تجد أنه عمل طيلة حياته مع فرق موسيقية ومغنين سوريين، ولم يحاول يوماً الخروج بعيداً عن حدود بلده.
وقد عدّ واحداً من أوائل العازفين الموسيقيين في سوريا، الذين اتجهوا إلى العزف الشرقي، وكان له حضور واضح على الساحة الموسيقية العربية بعد غياب العازف عبود عبد العال على صعيد العزف على آلة الكمان الشرقي ومن أهم الآثار الموسيقية التي تركها الراحل محاولاته تطوير مقامات الموسيقى الشرقية. وأضاف «لطالما ظلم الفنان الراحل، ولم يأخذ حقه وفرصته كاملة، حاله كحال الكثير من الفنانين السوريين، وكان يستحق قدراً واهتماماً كبيراً».
وعن تجربة الفنان الراحل في تطوير تقنيات آلة الكمان على نحو خاص، والموسيقى الشرقية على نحو عام، يقول عميد المعهد العالي للموسيقى (السابق) في دمشق أثيل حمدان «حاول جارور العمل كثيراً، على تطوير قدرات آلة الكمان، مازجاً بين تكنيك العزف الغربي، وروح الموسيقى الشرقية التي تتطلب من العازف تفهماً وانسجاماً كبيرين، حتى لا تفقد الألحان التي يقدمها، بوصلتها وآليتها وروحها في آن واحد... جميعنا نذكر التقاسيم الشرقية التي كان وما زال يقدمها التلفزيون السوري في رمضان قبيل موعد الإفطار، هذه الألحان كان يقدمها الفنان الراحل بتقنية وأسلوب السهل الممتنع».

## وفاته
توفي الموسيقي السوري صبحي جارور إثر نوبة قلبية في مستشفى الرازي في دمشق عن عمر ناهز السابعة والستين عاماً، وشيع جثمانه في اليوم التالي من جامع لالاباشا مقابل نقابة الفنانين في شارع بغداد بعد صلاة العصر إلى مقبرة باب الصغير قرب باب الجابية.